# 마모 월데
데가가 "마모" 월데(암하라어: ደጋጋ "ማሞ" ዎልደ, 1932년 6월 12일 ~ 2002년 5월 26일)는 에티오피아의 장거리 달리기 선수로 1968년 멕시코시티 올림픽 마라톤 금메달리스트였다.
디레 질레에서 오로모족 가정에서 태어났다. 1951년 아디스아바바로 이주하여 황제 호위병에 가입하였다. 후에 1953년부터 1955년까지 한국에서 평화 유지군으로 복무하였다.
1956년 멜버른 올림픽에 처음으로 나간 월데는 800m, 1500m와 1600m 릴레이에 나갔다. 1960년 그는 콩고 내전이 일어나는 동안에 콩고에 평화 유지군으로 보내진 이유로 로마 올림픽을 놓쳤다.
1960년대가 시작되면서 월데는 중거리달리기에서 장거리달리기로 바꾸었다. 1964년 도쿄 올림픽에서는 10,000m 4위를 하였다. 4년 후, 멕시코시티 올림픽에서 그는 마라톤에서 2시간 20분 26.4초의 기록을 세워 우승하였다. 10,000m에서도 은메달을 따내기도 하였다.
1972년 뮌헨 올림픽에서 40세의 나이로 참가한 월데는 마라톤 3위에 그쳤다.
전 육군 하사관이었던 월데는 1978년 15세의 소년을 살해하는 데 참가한 이유로 1993년 체포되었다. 그는 격렬하게 자신의 무죄를 주장하였고, 그의 상황은 동료 올림픽 선수들과 국제 올림픽 위원회로부터 세계적으로 후원을 끌어들였다. 결국 2002년 초순에 재판을 받고, 유죄 판결이 내려져 징역 6년을 선고받았다. 하지만, 자신이 이미 9년간 징역 살이를 한 이유로 석방되었다.
그해 5월 26일 간암으로 사망하였다.